# 27533 Johnbrucato
27533 Johnbrucato este o planetă minoră (asteroid), cu un diametru de 7,031 km, din centura de asteroizi. A fost descoperită pe 26 aprilie 2000 la Stația Anderson Mesa de Lowell Observatory Near-Earth-Object Search și a fost numită după John R. Brucato⁠(d). 
Obiectul prezintă o orbită caracterizată de o semiaxă mare de 2,7316741 UAi, o excentricitate de 0,11, o înclinație de 4,9269 ° în raport cu ecliptica.